# Thermoanaerobacter
Thermoanaerobacter è un genere di batterio appartenente alla famiglia delle Thermoanaerobacteriaceae.